# 잊혀진 조상들의 그림자
《잊혀진 조상들의 그림자》(Тіні забутих предків, Shadows Of Forgotten Ancestors)는 우크라이나(구 소련)에서 제작된 세르게이 파라자노프 감독의 1965년 멜로/로맨스, 드라마 영화이다. 이반 미콜라이추크 등이 주연으로 출연하였다.

## 출연

### 주연
- 이반 미콜라이추크
- 라리사 카도치니코바

### 조연
- 스파탁 바가슈빌리
- 니콜라이 그린코
- 니나 알리소바